# The Caretakers
The Caretakers (bra: Almas nas Trevas) é um filme estadunidense de 1963, do gênero drama, dirigido por Hall Bartlett, e estrelado por Robert Stack, Polly Bergen, Joan Crawford, Janis Paige e Diane McBain. O roteiro de Henry F. Greenberg foi baseado no romance homônimo de 1959, de Dariel Telfer. O filme foi distribuído no Reino Unido como Borderlines.
"The Caretakers" é uma reminiscência de "The Snake Pit" (1948), outro filme ambientado em um hospital psiquiátrico. O texto presente nos créditos de abertura afirma: "Dedicado aos cuidadores cuja pesquisa e sacrifício descobrem a verdade. Para Beba, Alice, Paul, Cathy, Laurie, Pearl, Margaret, Warren, Arthur".

## Sinopse
Em uma clínica psiquiátrica para doentes mentais, o Dr. Donovan MacLeod (Robert Stack) tenta implantar um tratamento mais humano, mas encontra resistência por parte de Lucretia Terry (Joan Crawford), sua enfermeira-chefe.

## Elenco
- Robert Stack como Dr. Donovan MacLeod
- Polly Bergen como Lorna Melford
- Joan Crawford como Lucretia Terry
- Janis Paige como Marion
- Diane McBain como Alison
- Virginia Munshin como Ruth
- Ellen Corby como Irene
- Barbara Barrie como Edna
- Herbert Marshall como Dr. Harrington
- Sharon Hugueny como Connie
- Robert Vaughn como Jim Melford
- Susan Oliver como Cathy
- Ana St. Clair como Ana
- Constance Ford como Enfermeira Bracken
- Van Williams como Dr. Larry Denning

## Produção
Jerry Paris, responsável pela criação da história, aparece no filme como um homem que esbarra com Lorna na rua.
Joan Crawford fez com que as cenas do ator veterano Herbert Marshall, um velho amigo que estava com a saúde frágil, fossem gravadas primeiro, permitindo-lhe terminar o trabalho no início do dia.
Crawford fazia parte do conselho de administração da PepsiCo, e as propagandas de produtos da Pepsi-Cola incluem uma cena no hospital, que mostra um carrinho que distribui o refrigerante.

## Recepção
A revista Variety escreveu: "A Srta. Crawford não interpreta tanto seu punhado de cenas quanto se veste para elas, parecendo até estar a caminho de uma reunião do conselho da Pepsi", e chamou o filme de "drama superficial e mal planejado". Bosley Crowther, em sua crítica para o jornal The New York Times, observou: "No geral, o melodrama feminino é superficial, vistoso e barato – uma exploração comercial ruim de um material muito sensível". Algumas performances individuais foram melhor recebidas pelos críticos. A Variety também escreveu que "Diane McBain e Susan Oliver, como enfermeiras, e Sharon Hugueny, como uma jovem paciente, se saem bem". James Powers escreveu no The Hollywood Reporter: "Diane McBain e Susan Oliver estão boas como jovens enfermeiras".

### Bilheteria
Apesar de algumas críticas negativas, a produção foi bem nas bilheterias. De acordo com os registros da United Artists, o filme arrecadou US$ 2.050.000 nacionalmente e US$ 1.110.000 no exterior, totalizando US$ 3.160.000 mundialmente.
O filme ficou em 57.º lugar na lista da revista Variety dos filmes de maior bilheteria de 1963.

## Prêmios e indicações
| Ano  | Cerimônia     | Categoria                           | Indicado               | Resultado | Ref.          |
| ---- | ------------- | ----------------------------------- | ---------------------- | --------- | ------------- |
| 1964 | Globo de Ouro | Melhor filme dramático              | Melhor filme dramático | Indicado  | [ 16 ]        |
| 1964 | Globo de Ouro | Melhor direção                      | Hall Bartlett          | Indicado  | [ 16 ]        |
| 1964 | Globo de Ouro | Melhor atriz em filme dramático     | Polly Bergen           | Indicada  | [ 16 ]        |
| 1964 | Oscar         | Melhor fotografia em preto e branco | Lucien Ballard         | Indicada  | [ 17 ] [ 18 ] |

## Mídia doméstica
Em 15 de abril de 2010, o filme foi lançado em DVD para a Região 1 pela Amazon, como parte da coleção de edição limitada da Metro-Goldwyn-Mayer.